# إم سي أو تي إتش دي
إم سي أو تي إتش دي (بالإنجليزية: MCOT HD)‏ هي شبكة تلفزيونية أرضية تايلاندية تم إطلاقها في 24 يونيو 1955 وتملكها إم سي أو تي.

## معرض صور

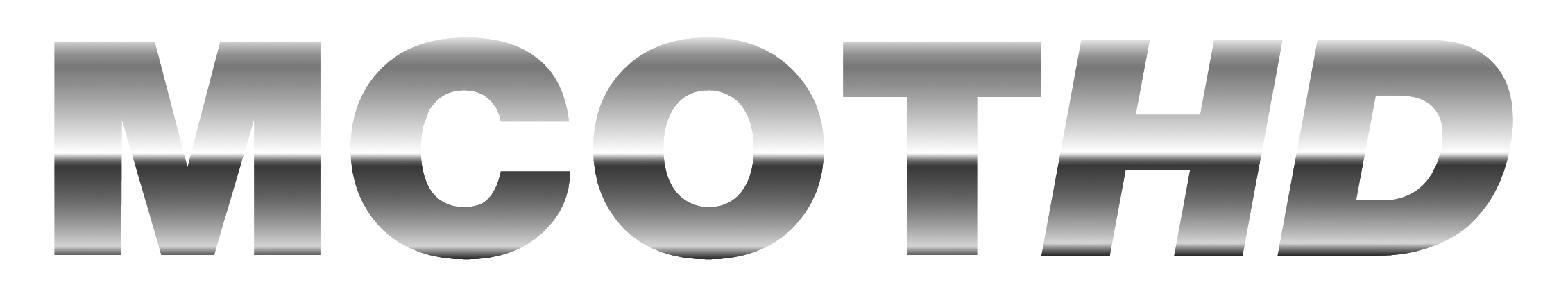